# Mesarmadillo quadrimaculatus
Mesarmadillo quadrimaculatus är en kräftdjursart som beskrevs av Gustav Budde-Lund 1899. Mesarmadillo quadrimaculatus ingår i släktet Mesarmadillo och familjen Eubelidae. Inga underarter finns listade i Catalogue of Life.